# Laguna del Hule
Laguna del Hule är en sjö i Costa Rica.   Den ligger i provinsen Alajuela, i den centrala delen av landet, 40 km norr om huvudstaden San José. Laguna del Hule ligger 727 meter över havet. Arean är 0,42 kvadratkilometer. I omgivningarna runt Laguna del Hule växer i huvudsak städsegrön lövskog. Den sträcker sig 0,6 kilometer i nord-sydlig riktning, och 1,2 kilometer i öst-västlig riktning.